# Hubert Hahne
Hubert Hahne (Moers, Treće Njemačko Carstvo, 28. ožujka 1935. − Düsseldorf, Njemačka, 24. travnja 2019.) je bio njemački vozač automobilističkih utrka. Godine 1963. osvojio je treće mjesto u prvenstvu European Touring Car Championship, a 1966. naslov prvaka u prvenstvu European Touring Car Championship - Division 3. Zajedno s Jackyjem Ickxom u BMW-u 1966., pobijedio je na utrci 24 sata Spa. Godine 1968. zajedno s Davidom Hobbsom pobijedio je na utrci 6 sati Nürburgringa, a sljedeće 1969. pobjeđuje na utrci 6 sati Brands Hatcha, gdje mu je suvozač bio Dieter Quester. Od 1967. do 1970. je nastupao u Europskoj Formuli 2, a najbolji rezultat je ostvario 1969., kada je u bolidima Lola T102 i BMW 269 za momčad Bayerische Motoren Werke, osvojio titulu viceprvaka iza Johnnyja Servoza-Gavina. U Formuli 1 je nastupao od 1966. do 1970., ali samo na Velikim nagradama Njemačke. Najbolji rezultat je postigao 1968. u bolidu Lola-BMW, kada je osvojio 10. mjesto. U svom prvom nastupu 1966. u Matri-BRM, osvojio je 9. mjesto, no tu utrku je vozio u bolidu Formule 2.

## Vanjske poveznice
- Hubert Hahne - Driver Database
- Hubert Hahne - Stats F1
- All Results of Hubert Hahne - Racing Sport Cars